# Bank of America
Pour les articles homonymes, voir BOA.
Bank of America (BOA ou BofA) est une banque américaine. En 2021 c'est la deuxième plus grande banque américaine en termes de dépôt après JPMorgan Chase avec 1 900 milliards de dollars d'encours. Le siège social du groupe est situé à Charlotte en Caroline du Nord depuis sa fusion-absorption avec NationsBank en 1998.
Cotée au New York Stock Exchange (NYSE : BAC), elle fait partie de l'indice Dow Jones du 19 février 2008 au 23 septembre 2013. Elle est, d'après le Forbes Global 2000 de 2017, la septième entreprise mondiale.

## Histoire
Amadeo Giannini est le fondateur de l'actuelle Bank of America. Après le séisme de 1906 à San Francisco, sa banque, la Bank of Italy, devient le chef de file de la communauté bancaire de San Francisco en fournissant des prêts aux personnes frappées par le sinistre.
BankAmerica a été fondée en 1929 en Californie par la fusion de Bank of Italy et Bank of America, banque située à Los Angeles, le siège du nouveau groupe se situant à San Francisco.
Giannini a également cherché à développer la banque au niveau national, surtout dans les États de l'ouest aussi bien que dans le secteur de l'assurance, sous l'égide de sa filiale, Transamerica. Avec le Bank Holding Company Act de 1956, il est interdit aux banques de posséder des filiales non-bancaires telles que des compagnies d'assurances. De ce fait BankAmerica et Transamerica se sont séparées. De plus, le régulateur fédéral interdit à BankAmerica d'exercer dans plusieurs États à la fois. Le groupe est donc obligé de regrouper ses activités bancaires hors de Californie dans une nouvelle structure, First Interstate Bancorp, acquise par Wells Fargo Corp. en 1996.
La Californie connaît le plus fort taux de croissance des États-Unis après la Seconde Guerre mondiale, avec l'utilisation la plus élevée des comptes chèque (beaucoup de soldats étant payés par l'intermédiaire des comptes bancaires pendant la guerre). Pour faire face au volume de transaction, la banque investit massivement dans les technologies de l'information et BankAmerica est généralement considérée, ainsi que General Electric Company et SRI, comme l'inventeur des opérations bancaires centralisées modernes, avec un certain nombre de technologies financières. Basées sur ces technologies, les cartes de crédit peuvent être directement liées à différents comptes bancaires. En raison de l'efficacité de ces technologies, la banque a eu des coûts administratifs sensiblement inférieurs aux autres banques, ce qui lui permet au début des années 1970, de devenir la plus grande banque du monde.
En 1959, elle invente la carte de crédit, la BankAmericard, qui changera son nom en VISA en 1975. Un consortium de banques californiennes lancera la Master Charge (maintenant Mastercard) afin de concurrencer la BankAmericard.

### Expansion hors de Californie
C'est grâce au Bank Holding Company Act de 1967, que BankAmerica Corp peut de nouveau se développer hors de Californie.
BankAmerica se développe hors de Californie en 1983 avec l'acquisition de Seafirst Corp basée à Seattle dans l'État de Washington et de sa filiale, Seattle-First National Bank. Seafirst était dans une position difficile à la suite d'une série de mauvais prêts dans l'industrie pétrolière. BankAmerica conserve le nom Seafirst jusqu'à la fusion de Bank of America avec NationsBank.
BankAmerica enregistre d'énormes pertes en 1986 et 1987, à cause de mauvais placements dans le tiers monde, en particulier en Amérique latine. Le groupe renvoie son PDG d'alors, Sam Armacost, qui accuse son prédécesseur, A.W. (Tom) Clausen d'en être responsable. C'est pourtant Clausen qui est nommé en remplacement de Armacost. Ces faits ont comme conséquence une forte baisse des actions BankAmerica, rendant le groupe vulnérable à une OPA hostile.
First Interstate Bancorp of Los Angeles (autrefois filiale de BankAmerica), lance donc une offre à l'automne 1986 sur le groupe, que BankAmerica repousse, et cela en vendant sa filiale FinanceAmerica à Chrysler ainsi que la firme de courtage Charles Schwab and Co. à M. Schwab. En 1987, l'action BankAmerica descend à 8 dollars pour rebondir fortement par la suite.
La nouvelle grande acquisition de BankAmerica arrive en 1992. À cette date, elle acquiert sa concurrente californienne Security Pacific Corp. et sa filiale Security Pacific National Bank ainsi que d'autres banques en Arizona, en Idaho, en Oregon et dans l'État de Washington. C'est alors la plus grande acquisition bancaire de l'histoire. Les régulateurs fédéraux exigent la vente de la filiale de Security Pacific dans l'État de Washington, Rainier Bank, car l'association de Seafirst et Rainier Bank aurait donné une trop grande part de marché à BankAmerica dans cet État. Plus tard dans l'année, BankAmerica acquiert une banque du Nevada, Valley Bank of Nevada.
En 1994, BankAmerica acquiert la Continental Illinois National Bank and Trust Co. of Chicago, devenue propriété de l'État fédéral après avoir rencontré les mêmes problèmes que Seafirst dans l'industrie pétrolière. À cette époque aucune autre banque n'a les moyens de renflouer la banque. Avec cette fusion, BankAmerica Corp. redevient la plus grande banque des États-Unis en termes de dépôts, avant de tomber au second rang en 1997 derrière NationsBank Corp., puis troisième en 1998, derrière North Carolina's First Union Corp.

### L’heure des grandes fusions

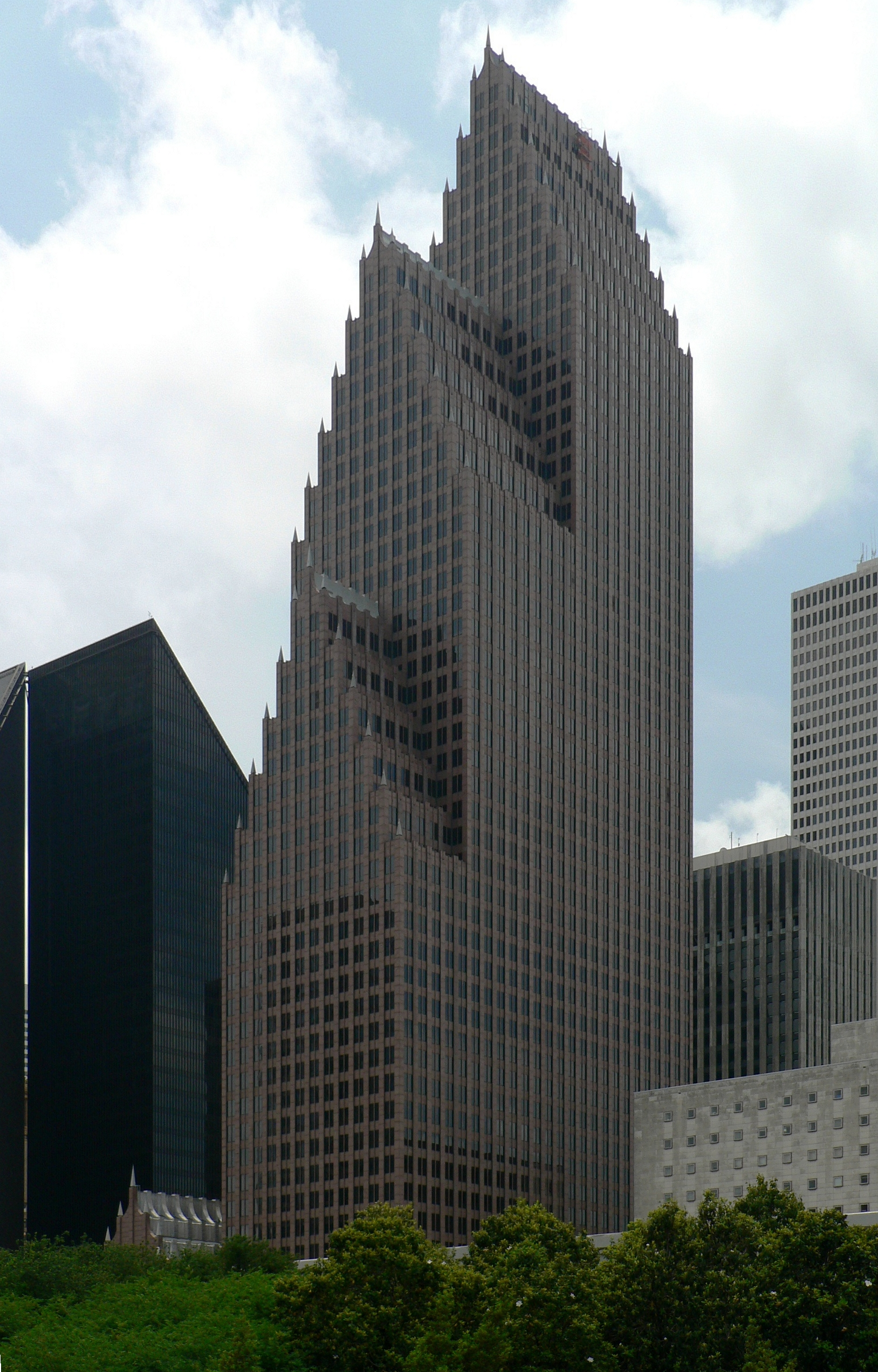
Bank of America Center à Houston

En 1998, BankAmerica Corp. est acquise par NationsBank Corporation pour 64,8 milliards $US, pour ce qui est la plus grande opération bancaire de l'histoire à cette date. Alors que c'est techniquement un rachat de BankAmerica Corporation par NationsBank, l'opération est structurée comme une fusion entre les deux entités. Le nouveau groupe prend le nom de la proie et non du prédateur, à savoir Bank of America, mais le siège social du groupe reste à Charlotte en Caroline du Nord. La banque répond toujours à la charte fédérale 13044 qui a été accordée à la Giannini's Bank of Italy le 1er mars 1927.
Malgré la taille gigantesque du nouvel ensemble, les régulateurs fédéraux exigent seulement la revente de treize agences au Nouveau-Mexique, dans des villes où Bank of America aurait possédé l'ensemble des agences bancaires. Ces cessions sont seulement exigées si une compagnie possède plus de 25 % des dépôts d'un État ou plus de 10 % sur l'ensemble du territoire. Le groupe ainsi constitué est donc présent dans vingt-deux États à travers 4 800 agences pour 570 milliards $US de capitaux.
En 2001, le PDG Hugh McColl démissionne et nomme Ken Lewis en tant que successeur. Le nouveau PDG se concentre alors davantage sur les performances financières du groupe, en rupture avec l'onéreuse politique expansionniste de son prédécesseur.
En 2004, Bank of America rachète à National City Corp, National Processing Company, basée à Louisville pour 1,4 milliard $US. Cette nouvelle filiale, rebaptisée BA Merchant Services, traite une transaction sur six de VISA et de Mastercard. La compagnie fournit également des solutions financières pour des sociétés de transport et de santé.
En 2004, Bank of America acquiert FleetBoston Financial pour 47 milliards $US. Grâce à cette opération, le groupe renforce ses positions aux États-Unis où il possède 513 milliards $US de dépôt, loin devant le numéro deux JPMorgan Chase-Bank One avec 353 milliards $US et le numéro trois Wells Fargo avec 228 milliards $US (au 30 juin 2003).

### AuXXIesiècle

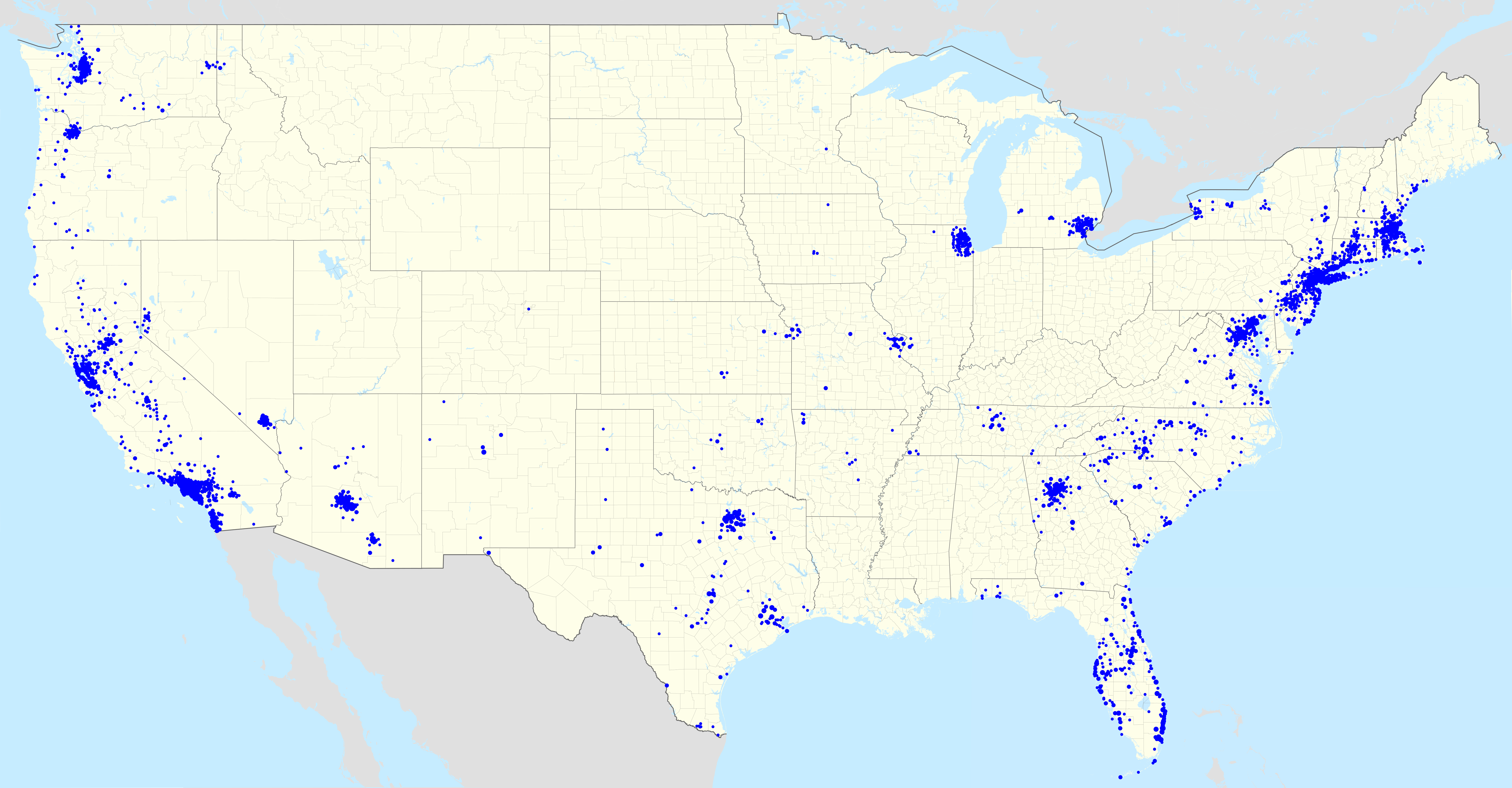
Carte des implantations de Bank of America en 2010.

Le 30 juin 2005, le groupe annonce son intention de racheter MBNA, le géant de la carte de crédit, pour 35 milliards $US en actions et en numéraire. La Réserve fédérale des États-Unis donne son accord à la fusion le 15 décembre 2005. Finalisée le 1er janvier 2006, elle fait de Bank of America le premier émetteur des cartes de crédit des États-Unis devant JPMorgan Chase. MBNA est rebaptisé Bank of America Card Services et possède plus de 40 millions de comptes aux États-Unis.
En mai 2006, Bank of America signe un accord avec la banque brésilienne Banco Itaú, selon lequel la banque brésilienne acquiert les opérations de BankBoston au Brésil, activité dont Bank of America a hérité lors de sa fusion avec FleetBoston. Cette session représente 66 agences au Brésil pour environ 203 000 clients, mais aussi par la suite 44 agences au Chili et 15 en Uruguay. Au terme de cet accord, Bank of America récupère une participation de 2,2 milliards $US dans Banco Itaú, second groupe bancaire du Brésil, soit 5,8 % du capital.
Le 23 avril 2007, à la suite de l’annonce de la fusion entre les banques néerlandaise ABN Amro et britannique Barclays, Bank of America annonce avoir signé un accord pour reprendre les activités américaines de ABN Amro. Ainsi Bank of America mettrait la main sur LaSalle Bank pour 21 milliards $US. LaSalle Bank, dont le siège est à Chicago, possède 1,4 million de clients dans la banque de détail et 411 agences bancaires dans les États du Michigan, de l’Indiana et dans la région de Chicago. Cette acquisition mettrait Bank of America juste au-dessus des 10 % de dépôts autorisé pour une banque sur le territoire américain par les régulateurs. Cependant, le tribunal de commerce d'Amsterdam suspend le vente de LaSalle à la suite d'une plainte d’une association d’actionnaires, VEB, qui juge la vente comme étant une pilule empoisonnée pour dissuader toutes autres offres sur ABN Amro. L’accord entre Bank of America et ABN Amro prévoit une indemnité de 200 millions $US en cas d’échec de la vente. ABN Amro est la cible d’une contre-offre de la part d’un consortium de banques mené par Royal Bank of Scotland.
Le 23 août 2007, Bank of America annonce l'achat de Countrywide Financial, spécialiste des prêts immobiliers et important producteur de crédits subprimes, pour 2 milliards $US.
Bank of America fait construire en 2008 son nouveau siège social pour sa branche new-yorkaise. Le gratte-ciel sera situé sur la 42e rue et l'Avenue of the America, à Bryant Park, et comptera 200 000 m2 d'espace de bureaux. Le bâtiment accueillera le siège social de la division banque d'affaires du groupe, mais aussi une grande partie du personnel à New York.
Le 15 janvier 2009, dans le cadre du Plan Paulson, le département du Trésor des États-Unis décide d'injecter 20 milliards $US, portant son aide à un total de 45 milliards $US depuis octobre 2008. De plus, le gouvernement fédéral américain décide de garantir 118 milliards $US d'actifs toxiques, lesquels provenaient à 75 % de Merrill Lynch, société officiellement acquise le 1er janvier 2009 par Bank of America.
En 2008, BoA acquiert Merrill Lynch. Vers la fin de 2008, malgré des pertes chez Merrill Lynch de 27,6 milliards $US, BoA verse des primes aux cadres de cette société. « Et surtout, Bank of America a voulu cacher ces primes de 5,8 milliards à ses actionnaires ». En septembre 2009, la Securities and Exchange Commission poursuit BoA pour ces primes versées.
En juin 2011, pour mettre fin à des poursuites judiciaires entamées à la suite du scandale des prêts subprimes qui a provoqué la crise bancaire et financière de l'automne 2008, BoA versee « 14 milliards de dollars pour solder les contentieux générés par sa filiale Countrywide Financial ».
Le 25 août 2011, Berkshire Hathaway annonce un investissement de 5 milliards $US (3,47 milliards d'euros) dans la Bank of America.
Le 2 septembre 2011, le gouvernement des États-Unis commence des poursuites judiciaires contre Bank of America pour son rôle dans la crise des subprimes.
En février 2012, Bank of America avec Wells Fargo, JPMorgan Chase, Citigroup et Ally Financial paient une amende commune de 25 milliards $US de par des saisies immobilières irrégulières.
En janvier 2013, BoA accepte de payer 3,6 milliards $US à Fannie Mae qui l'accuse de lui avoir vendu des crédits immobiliers sans avoir procédé aux vérifications nécessaires concernant la solvabilité des emprunteurs, et à racheter pour 6,75 milliards $US de crédits hypotécaires défectueux. La plupart de ces crédits défectueux ont été émis par Countrywide Financial avant son rachat par BoA.
En juillet 2014, BoA paie à nouveau une amende d'un montant de 9,5 milliards $US aux autorités américaines dans le rôle de sa filiale Countrywide Financial qui auraient abusé Fannie Mae et Freddie Mac durant la crise des subprimes. En août 2014, BoA, dans le cadre d'un accord avec les autorités américaines, paie une nouvelle amende d'un montant de 16,65 milliards $US, dont 7 en tant que compensation à ses clients, pour le manque d'informations donner à ses clients sur les conditions de prêts risqués.
En novembre 2014, après une enquête de la Financial Conduct Authority (Royaume-Uni), de la Finma (Suisse), de la Commodity Futures Trading Commission (États-Unis) et de l'Office of the Comptroller of the Currency (États-Unis), Bank of America, Citigroup, HSBC, JP Morgan Chase, Royal Bank of Scotland et UBS paient une amende de 4,2 milliards $US dans le cadre d'ententes pour manipuler le cours du Libor, un indice de taux de change.
En novembre 2015, BlackRock acquiert à Bank of America la gestion de 87 milliards de fonds monétaires.
En décembre 2016, Lloyds annonce l'acquisition de MBNA UK, filiale gérant les cartes de crédit au Royaume-Uni de Bank of America pour 1,9 milliard de livres.

## Revenus des dirigeants
Thomas Montag a touché près de 30 millions $US en 2009.
La rémunération de Brian Moynihan, CEO de la banque depuis 2010, s'élève à 30 millions de dollars en 2022 et 29 millions de dollars en 2023.

## Données financières
| année                | 2002   | 2003   | 2004    | 2005    | 2006    |
| -------------------- | ------ | ------ | ------- | ------- | ------- |
| Produit net bancaire | 35 082 | 38 529 | 49 610  | 56 923  | 74 247  |
| EBITDA               | 18 654 | 16 722 | 21 885  | 29 490  | 35 597  |
| Résultat net         | 9 249  | 10 810 | 14 143  | 16 465  | 21 133  |
| Effectifs            | NA     | NA     | 176 000 | 176 638 | 203 000 |

## Controverses

### Conditions de travail
En aout 2013, Moritz Erhardt, stagiaire de nationalité allemande basé au bureau de Londres au sein de la banque d'investissement de Bank of America meurt après avoir travaillé trois jours consécutifs sans dormir. Il meurt à la suite d'une crise d'épilepsie survenue alors qu'il prenait une douche dans son appartement. Il est commun pour les banquiers juniors dont les stagiaires de travailler jusqu'à 100 heures voire 110 heures par semaine et la Metropolitan Police ne conclut pas que sa mort est due à ses longues horaires de travail.
En mai 2024, Leo Lukenas III, un chargé d'affaires (associate) basé à New York au sein des équipes FIG de la banque d'investissement de Bank of America meurt après avoir travaillé 120 heures par semaine durant 4 semaines consécutives,. Le médecin légiste de la ville de New York estime qu'il s'agit d'une mort naturelle causée par une thrombose coronaire. À la suite de cet incident, plusieurs analystes et banquiers juniors de BofA ont pointé du doigt la faible efficacité des systèmes de surveillance en interne supposés signaler aux RH et aux banquiers seniors lorsqu'un employé est surchargé de travail et enchaine les semaines longues de plus de 100 heures.
En mai 2024, Adnan Deumic, un trader crédit de 25 ans de nationalité suédoise du bureau de Londres de BofA, meurt d'une crise cardiaque alors qu'il était en train de jouer au football durant un évènement rassemblant les professionnels de la finance. La mort de Deumic survient à peine deux semaines après celle de Leo Lukenas III des équipes FIG de BofA du bureau de New York.